# Fanatismo
El fanatismo (del francés fanatisme y, este, de la raíz de fanatique, fanático, e -isme, a su vez del latín fanum, templo) es la pasión o actividad manifestada de manera desmedida, irracional, y tenaz de una religión, idea, teoría, cultura, estilo de vida, persona, celebridad o sistema, entre más aspectos que podrían desencadenar un fanatismo. 
El fanático es una persona que defiende con tenacidad desmedida sus creencias y opiniones. También es aquel que se entusiasma o preocupa ciegamente por algo o alguien.
Tõnu Lehtisaari, psicólogo de la religión, define el fanatismo como la defensa extrema y apasionada de algo que trasciende la norma. El fanatismo religioso se define por la fe ciega, la persecución de los disidentes y la ausencia de la realidad. Hoy en día, se usa mayormente para designar a las personas profusas en su proselitismo hacia una causa religiosa o política, un deporte, pasatiempo u hobby, o hacia una persona a quien idólatra.
Desde una perspectiva psicológica, el fanático muestra una adhesión apasionada e incondicional a una causa y un entusiasmo desmedido y/o monomanía persistente hacia determinados temas, de modo obstinado, algunas veces hasta indiscriminado y violento.
En el ámbito de las ideologías, el fanatismo alude a creencias extremas que superan la racionalidad. La ceguera que produce este apasionamiento puede llevar a que la persona fanática se comporte, en ocasiones, de manera irracional y/o extremos peligrosos, como matar a seres humanos o encarcelarlos, con el fin aparente o manifiesto de mantener esa creencia, considerada por el fanático o fanáticos como la única verdad. Uno de los clásicos sobre fanatismo y movimientos ideológicos es El verdadero creyente, se publicó en 1951. Su autor es el filósofo Eric Hoffer.
La importancia de una buena definición de fanatismo estriba en los problemas éticos que genera en la mayoría de los casos que son considerados. Cabe señalar que en este sentido, el fanatismo no se define tanto por la racionalidad o irracionalidad del pensamiento de la persona fanática (eso atañe más propiamente a la locura, que es estudiada por la psicología, a la lógica, y a otros campos de conocimiento), sino más bien por sus actitudes o comportamientos, ya que son estos los que producen problemas éticos (véase libertad de expresión).
Además del fanatismo negativo, existe el fanatismo positivo, que no se dirige en contra de algo o alguien. Para entenderlo mejor, definamos el término 'fan', proveniente del inglés.
Un fan o fanático, simpatizante, aficionado, seguidor, admirador es una persona que siente gusto y entusiasmo por otra persona o por cierto objeto. El término se utiliza en particular en el deporte y el arte, para referirse a admiradores de una persona o un grupo determinado de personas.

## Tipos de fanatismo
Existen varios tipos de fanatismo, y se manifiestan como afinidad y/o contrariedad con una persona, ideología, deporte, religión o pasatiempo, entre otros tópicos.
Ejemplos de fanatismo que se han dado:
- Hacia una persona, como el caso del "fan fanático", ya mencionado.
- De equipos deportivos (este caso es negativo, en contra de los otros equipos).
- Ideologías extremistas en el campo de la política, que a veces son clasificadas como fanatismo político.
- Defensa de dogmas en el terreno religioso, como la defensa de libros sagrados o de dioses, o el rechazo a determinadas religiones (antijudaísmo, cristianofobia, islamofobia)
- Cabe analizar si es fanatismo el caso de la defensa acérrima de valores culturales tradicionales contra el cambio de los mismos.

### Fanatismo religioso
El fanatismo religioso es uno de los tipos de fanatismo que más ha generado controversia a través de la historia. En nombre de diversas ideas religiosas, se han producido conflictos bélicos (véase las Cruzadas), ejecuciones públicas, genocidios, asesinatos y actos terroristas. Durante siglos, miles de hombres fanáticos se han apoyado en creencias para así cometer tales actos en contra de otras personas que no crean en su religión. Además, si bien son mucho menos comunes, se registran casos de personas manifiestamente ateas que se han denunciado como fanáticas en contra de las personas religiosas, por ejemplo Mao Tse Tung y Enver Hoxha. Este tema genera mucha controversia y es ampliamente debatido.

## Fanatismo obsesivo
Cuando una persona sustituye su conciencia y deja de funcionar como sujeto único, por una ideología o creencia, despoja al enemigo de su condición humana. La obsesión de un fanático puede ser muy peligrosa ya que no se valoran otras formas de pensar que no sea la suya y eso puede arreglarlo de manera moderada o violenta. Los obsesos de una idea confunden lo que imaginan con la realidad.
Mayor parte de los fanáticos son los más jóvenes. El período de la juventud se caracteriza por cambios de la personalidad y de adaptación al entorno. Las sectas se meten en esta fase psicológica para apoderarse de la conciencia de aquellos a los que atrapa, aquellos más vulnerables. Ellos lo viven como algo suyo, dentro de un proceso natural, pero no se dan cuenta de la manipulación a la que están sometidos. Muchos jóvenes están propicios a meterse en un mundo de obsesiones por las propias características de la adolescencia. Ellos están en el proceso en el que buscan su identidad, acciones, personajes a quien seguir por la carencia que tiene en su entorno; y es más fácil buscar los parámetros desde afuera. Son muchos los padres afectados por esta obsesión en sus hijos.
Otra característica es el delirio, que les deforma la realidad. El fanático nunca se equivoca. Si algo no sucede como explica o piensa, quienes están cometiendo el error son los demás. Los que no tienen su misma mentalidad no le comprenden y se pone en la actitud de mártir (persona que padece muerte en defensa de su religión). Para sus compañeros es un héroe que lucha por establecer el orden divino. El fanatismo puede repercutir en la personalidad del fanático, provocando una doble personalidad. Cuando alguien se convierte en seguidor incondicional de un grupo o secta, vive en dos mundos: el que le rodea y el de la organización, donde ambos suelen ser incompatibles.
La obsesión tiene un carácter compulsivo y termina por adquirir una condición penosa y angustiante para quien la sufre. Cuando las obsesiones y las compulsiones se han hecho crónicas, ya se habla de una neurosis que perturba la vida normal de la persona y se transforma en un trastorno obsesivo-compulsivo.

### Casos extremos
En los casos más extremos, fanáticos pueden agredir o acabar con la vida de alguien que se les contradiga, a sí mismos o incluso a su ídolo. Los homicidios cometidos por fanáticos han causado conmoción a nivel mundial. ¿Por qué un fanático sería capaz de asesinar a alguien que admira? Este es un fenómeno que depende de la “herencia y el contexto”, los comportamientos son distintos en cada persona y según en la situación en la que se encuentre, pero estos mismos comportamientos pueden ser gatillados por trastornos de personalidad, específicamente la psicopatía.
Uno de los casos más conocidos de homicidios cometidos por fanáticos es el asesinato del famoso cantante inglés John Lennon, miembro principal de la banda británica The Beatles, fue asesinado el 8 de diciembre de 1980. La muerte de la legendaria estrella del rock n’ roll causó un gran revuelo y dolor entre los fanáticos del artista. Lennon recibió 5 disparos en la espalda perpetrados por David Chapman, en la entrada del edificio de departamentos en el cual vivía en Nueva York. Chapman afirmó que pensaba que matándolo conseguiría su misma fama.

## Teorías psicológicas acerca del fanatismo
La conciencia de la individualidad se suprime mediante la atenuación de la conciencia del yo, por una parte, y mediante la acentuación del sentimiento de pertenencia a lo otro. Para lo primero, sirven, por ejemplo, el alcohol y otras drogas, etc. Para lo segundo, se procede a la adhesión incondicional a congregaciones y facciones políticas o religiosas, la entrega a un grupo, a las personas posesivas. La conciencia corporal se disminuye mediante la reducción de las vivencias corporales y la desvalorización del mundo en donde la vida se desarrolla.

### Epistemología
Desde el punto de vista epistemológico, el fanático, curiosamente, se parece a su contrario el relativista, en la medida en que para ambos no cabe el debate o la búsqueda común de la verdad. El fanático se comporta como si poseyera la verdad de manera tajante. Afirma tener todas las respuestas, y en consecuencia, no necesita seguir buscando a través del cuestionamiento de las propias ideas que representa la crítica del otro.
El fanático, pues, se caracteriza por su espíritu maniqueo y por ser un gran enemigo de la libertad. Los lugares donde impera el fanatismo son terrenos donde es difícil que prospere el conocimiento y donde parece detenerse el curso fluyente de la vida. Un mundo, en definitiva, contrario a la mudable naturaleza humana que en ocasiones se diría anhela la muerte. De hecho, para Albert Camus en El hombre rebelde, es una suerte de nihilismo destructivo más.
El precio que se debe pagar por la cristalización del pensamiento engendrada por el fanatismo resulta elevado; principalmente, por el alejamiento de la verdad, pues para profundizar en el conocimiento se debe estar abierto a descubrir la parte de la verdad presente en los demás, desde una humildad intelectual de corte socrático. Con una actitud dogmática resulta difícil llegar muy lejos intelectualmente.

### Conflictos sociales
Pero existe otra desventaja que tal vez resulte más contundente que la epistemológica: que el fanatismo siempre ha conducido a guerras y a graves desastres. Tras numerosos conflictos sociales, guerras, masacres, limpiezas étnicas e injusticias se halla la intolerancia de muchos fanáticos. Esto han coincidido en señalarlo todos los defensores de la tolerancia. El fanatismo es el culpable de esos males, que podrían evitarse con la universalización de un talante fraternal que aceptara las diferencias.

## Características
En síntesis, el fanatismo presenta uno o más de los siguientes rasgos:
- Dogmatismo falaz: creencia en una serie de convicciones que no se cuestionan ni razonan y cuya justificación lo es por su propia naturaleza;
- Intransigencia: no acepta los análisis críticos de sus ideas o comportamientos;
- Maniqueísmo: las diferencias son consideradas de manera radical; no se admiten los matices.
- Reduccionismo doctrinal o simplicidad de análisis interpretativo: la diversidad categorial suele encerrarse en pocas categorías contrapuestas: "buenos" y "malos"; "arios" y "no arios"; "fulanos" y "menganos" "del mundo" e "hijos de Dios";
- Discriminación o intolerancia a la diferencia: rechazo de lo que escapa a unos determinados modelos y etiquetas;
- Autoritarismo: afán de imponer la propia cultura, estilo o creencias y de forzar a que los demás se adscriban a lo mismo.